# 小倉みなみ
小倉 みなみ（おぐら みなみ、1986年11月2日 - ）は、日本の元AV女優。東京都出身。

## 略歴・人物
2004年、愛沢かな（あいざわ かな）名義でデビューしたロリ系のAV女優である。2005年に小倉みなみに改名した。他に藤本あかね、島田菜月、西村祥子、星野みらい名義での作品がある。

## 作品

### アダルトビデオ

#### 「愛沢かな」名義
2004年
- ちゅーぼー いえで体験記 25 中出し中○生 カナ1?さい（11月19日、プレステージ）
- カラダの価格 少女と青い性 02（6月16日、ゴーゴーズ）
- 少女愛好家 02（7月16日、ガッツ）

2005年
- 超 オマンコ主義 15（3月18日、ワイルドサイド）

#### 「小倉みなみ」名義

##### 2005年
- 侵犯 #014 女子校生飼育（4月1日、ゴーゴーズ）
- 芽生え 26（4月15日、桃太郎映像出版） ※「かずみ」名義
- 完全着衣 女子校生制服萌え（4月15日、ワープエンタテインメント）
- Fairy Doll Deep Fantasy 2（5月13日、スマイリー）
- いたずら 第二章 幼淫悪戯（5月23日、グローリークエスト）
- ［妹〜禁断の中出し2］（6月10日、タカラ映像）他出演:小林かすみ、星野つぐみ
- My Doll 2 「ボクダケノ、オモチャ…」（6月20日、イマージュ）共演:一条なつみ
- 喉の奥までチンポをブチ込め!（7月1日、ワンズファクトリー）
- 淫行中●生 中出し6人4時間（7月1日、LOTUS）他出演:時野りみ、大塚ひな
- 痴女っちゃおっかなァ 2 ミニギャル（7月9日、クリスタル映像）他出演:宮澤ゆうな、松嶋こずえ、浜谷そよか、吉村なな、くるみもも
- 潮吹き女子校生10連発 10（7月23日、クリスタル映像）他出演：白石ゆかり、青山ちえり、小倉あかね、高須奈々、泉まりん、桜井舞 ほか
- ロリータ悪戯中出し（8月7日、カルマ）
- みるスポ!（8月19日、みるきぃぷりん♪）
- 港町中○生愛讃歌（9月7日、 ＧＬＡＹ’ｚ（グレイズ）） ※「みなみ」名義[2] - 副題：海辺のアリス みなみ1○歳·まゆ1○歳[3][4][5][6]、レーベル：FIRE、品番：FIR-72[7]、監督：割目三朗、共演：浅田るみ（※「まゆ」名義）[2]
- 女子校生二人を監禁飼育同時調教（9月16日、デジタルバンク） 共演：宮地奈々
- コスプレ♥えっち 3（9月22日、GLAY'z）
- お人形あそび 2（9月23日、デジタルバンク）他出演:星野つぐみ、今野由愛、松野ゆい
- 萌えっち+（9月30日、KUKI）
- 凌辱女子校生 中出しFUCK（10月13日、マルクス兄弟）
- 毛のないワレメに挿入ちゃいました!（10月14日、デジタルバンク）他出演:星野つぐみ ほか
- こんでんすみるきぃ 42（10月19日、みるきぃぷりん♪）
- メガネっ娘 透け乳首（10月21日、笠倉出版社）他出演:星月まゆら、早川凛、三浦萌、姫島瑠梨香
- 輪姦ぶっかけ中出しレイプ file.3（11月18日、U&K）
- FETCH&EROTIC 黒Stocking 3（11月25日、笠倉出版社）他出演:愛乃ララ、早乙女みなき、姫島瑠梨香、浜谷そよか、三浦萌
- パイパン*ロリレズ 禁断の純少女 ララ&みなみ（11月25日、グリッターフィルムズ）…共演:愛乃ララ
- 美少女狩り 2（11月26日、クリスタル映像）他出演:菅野亜梨沙、滝沢由紀、上原あんな、土屋れな、藤沢ひな
- アーミー コスロリ（12月1日、ワンズファクトリー）他出演:萩原めぐ、RIRICO、可愛あみん、長谷川ちひろ

##### 2006年
- ラブレズ（1月19日、みるきぃぷりん♪）共演:愛乃ララ
- Gothic Style（1月20日、プレステージ）
- ロリはめ 2（2月24日、I.B.WORKS）他出演:平山ののか、香田なつき、天海遥
- 女子高生 天然素材♪（4月14日、NOVA）
- 中に出して… 淫行女子校生編（4月14日、ディースリー）
- くノ一戦国美勇伝（5月19日、笠倉出版社）共演:水嶋マリア、笠木あやか、小阪すみれ、あいな唯
- こんでんすみるきぃ 体育編 06（5月19日、みるきぃぷりん♪）
- 淫行中●生 中出し6人4時間（7月1日、LOTUS）他出演:時野りみ、大塚ひな
- 拉致った女子校生に強制放尿とナマ中出し!!（9月1日、ワンズファクトリー）他出演:小林かすみ、藍山みなみ、星野つぐみ、宝生瑠璃
- リモコンバイブ野外授業 修学旅行編（9月22日、笠倉出版社）共演:大塚ひな、星野亜美
- ぶるまにあ（10月19日、みるきぃぷりん♪）他出演:星野つぐみ、愛田瞳、美都聖奈、さくらりこ
- ねぇ、お兄ちゃん! 03（12月1日、ゴーゴーズ）他多数出演
- S-Cute ex 01（12月21日、S-Cute）他出演:雨宮せつな、沢井真帆、楓アイル ※アダルトサイト『S-Cute 3rd No.87 MINAMI（21歳）』を収録
- S-Cute ex 02（12月21日、S-Cute）他出演:紗月結花、雨宮せつな、杏ちはや ※アダルトサイト『S-Cute 3rd No.80 MINAMI（21歳）』を収録
- S-Cute ex 05（12月21日、S-Cute）他多数出演 ※アダルトサイト『S-Cute Short No.089 MINAMI（21歳）』を収録

##### 2007年
- ロリはめコレクション40人・8時間（6月8日、I.B.WORKS） 出演者多数
- もっともカワイイ小倉みなみ（9月19日、みるきぃぷりん♪） ※総集編
- 少女のワレメ（11月16日、スカッド） 他出演：北原萌 ほか

##### 2009年
- モザイク一切無し!! 丸見え全開!!! ぼくの子宮 みなみ（2月20日、グリッターフィルムズ）
- Loli #4（11月27日、I.B.WORKS）

### イメージビデオ
- エロCOS（2005年8月19日、スパイスビジュアル） ※「藤本あかね」名義